# Parco nazionale Madidi
Il parco nazionale Madidi è un'area naturale protetta della Bolivia, situata tra le province di Franz Tamayo, Abel Iturralde e Bautista Saavedra nel Dipartimento di La Paz.
L'ultimo congresso della Unione Internazionale per la Conservazione della Natura, svoltosi nel settembre 2012 in Corea del Sud, ha dichiarato il parco nazionale di Madidi come il luogo con la maggiore biodiversità sull'intera faccia della Terra.

## Territorio
Nei quasi 19 000 km² di estensione del parco sono presenti una varietà di ecosistemi che vanno dalla prateria, alla savana, alla foresta tropicale sino agli ambienti aridi andini di alta montagna, che si susseguono dal livello del mare sino a circa 6 000 m di altitudine.

## Fauna
Secondo un recente censimento effettuato dal Servicio Nacional de Áreas Protegidas (SERNAP) in collaborazione con la Wildlife Conservation Society (WCS), che ha coperto appena un terzo del territorio, nel parco sono presenti 1 254 diverse specie di uccelli (pari al 14% del totale delle specie esistenti), tra cui l'aquila arpia (Harpia harpyja), il più grande rapace del continente americano, e oltre 60 specie di colibrì. Sono state inoltre censite oltre 272 specie di mammiferi, 496 specie di pesci e oltre 213 specie di anfibi.